# 7-я Советская улица (Санкт-Петербург)
7-я Сове́тская у́лица — улица в Центральном районе Санкт-Петербурга. Проходит от Греческого проспекта до Мытнинской улицы.

## История
- Первоначально — 5-я Рождественская (1789—1798).
- С 1777 по 1797 год — 5-я.
- В 1776 году — 5-я линия Слонового двора.
- С 1789 по 1792 год — 5-я Рождественская линия.
- С 1790 по 1794 год — 5-я линия Рождественской части.
- С 1794 по 1801 год — 5-я линия на Песках.
- С 1792 по 1822 год — 6-я.
- С 1804 по 1822 год — 6-я Рождественская.
- С 1812 по 1858 год — 7-я Рождественская улица.
- С 1835 по 1857 год — 7-я.
- С конца 1850-х годов по 6 октября 1923 года — 7-я Рождественская.
- Современное название получила 6 октября 1923 года.

## Достопримечательности

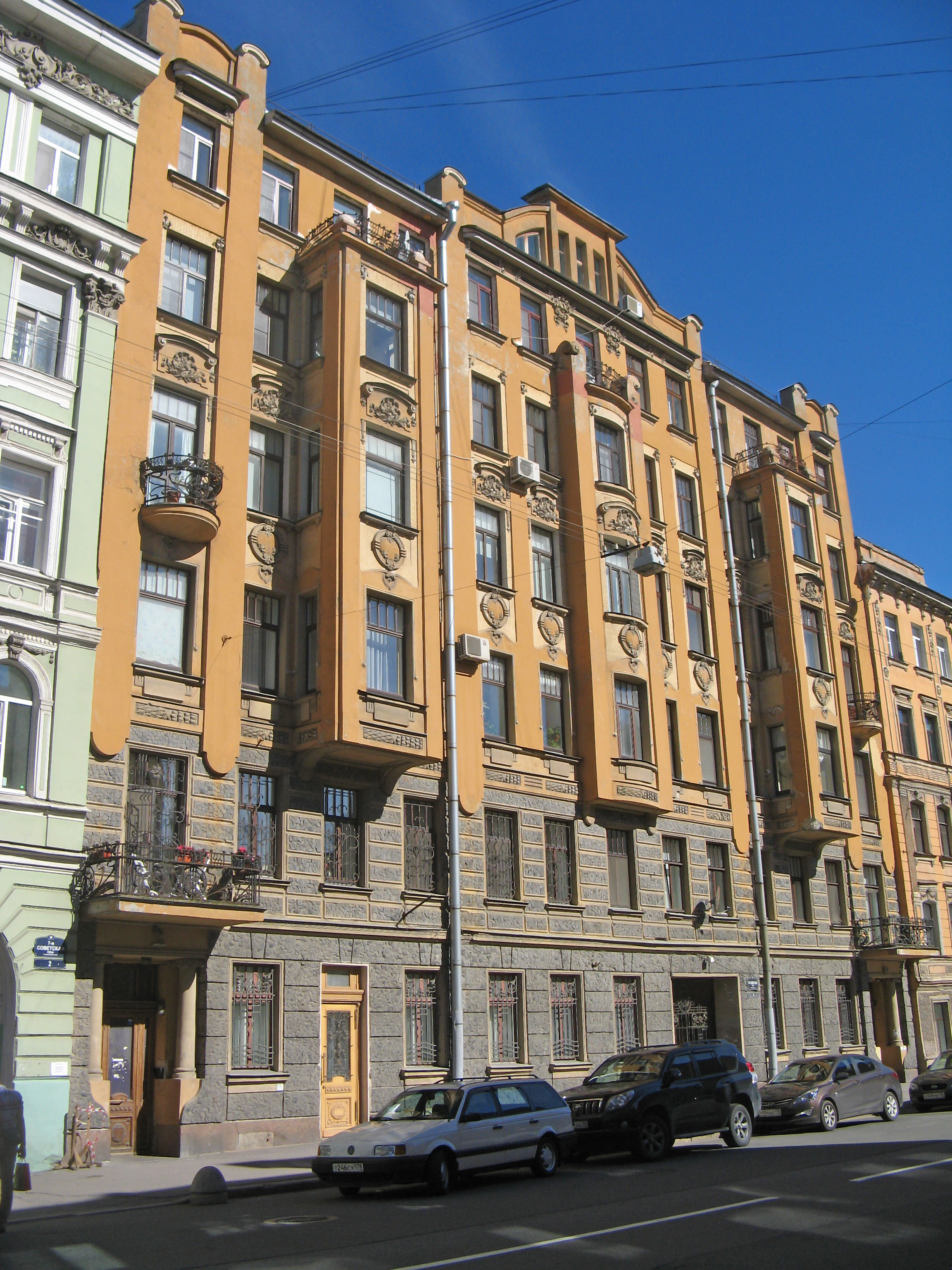
Доходный дом И. М. Екимова

- Дом № 4 — доходный дом И. М. Екимова, 1906, арх. В. И. Ван-дер-Гюхт.  7831807000
- Дом № 17 (Суворовский пр., 20) — историческое здание 1885 года постройки (арх-р А. В. Иванов), перестроено в 1902 под руководством И. И. Дитриха. В этом доме в котором с 1897 жил и в 1906 году умер художественный критик В. В. Стасов.  781710992350005
- Дом № 24 — особняк Г. Ф. Горшкова, 1878, арх. В. Ф. фон Геккер.  782011329200005
- Дом № 28 — дом К. Э. Маккензена, построен в 1913 по собственному проекту.  7831932000
- Дом № 32 (Дегтярная улица, 25) — дом А. М. Дмитриевой, 1879 г., техн. М. А. Андреев, перестроен и расширен в 1912 (гражд. инж. М. В. Макулов).  7831933000
- Дом № 36 — доходный дом Б. Х. Яполутер, 1909 г., гражд. инж. М. Н. Кондратьев.  7831934000
- Дом № 40 — доходный дом В. П., И. П. и Ф. П. Горбачевых, 1899 г., арх. В. Ф. Розинский, надстроен в 1909 г., предположительно, гражд. инж. Б. Я. Зонном.  7831935000